# Begunjski vrh
Begunjski vrh je 2461 mnm visoka gora v osrčju Julijskih Alp.
Z vrha, na katerem je vpisna skrinjica ter žig, je lep razgled na Triglav, Rž, Rjavino, Cmir, na drugi strani doline Vrata, pa so lepo vidne Škrlatica, Dolkova špica, Stenar ter Bovški Gamsovec. Dostop do Begunjskega vrha je mogoč iz dolin Vrata, Kot in Krma, pa tudi s Pokljuke.